# Ospedale universitario Regina Elisabetta
L'ospedale universitario Regina Elisabetta (in inglese Queen Elizabeth University Hospital, abbreviato QEUH) è un ospedale da 1677 posti letto situato a Govan, a sud-ovest di Glasgow, in Scozia.
L'ospedale è stato costruito sul sito dell'ex Southern General Hospital ed è stato inaugurato alla fine di aprile 2015. Il complesso comprende un ospedale per adulti con 1109 posti letto, un ospedale pediatrico con 256 posti letto e due pronto soccorso principali: uno per adulti e uno per bambini. È inoltre presente un punto di primo soccorso per i medici di base locali e servizi fuori orario al quale inviare direttamente i pazienti senza dover passare attraverso il pronto soccorso.
Gli edifici conservati dell'ex Southern General Hospital includono il reparto di maternità, l'istituto di scienze neurologiche, l'unità Langlands per la geriatria e il laboratorio analisi. L'intera struttura è gestita dal NHS Greater Glasgow and Clyde ed è uno dei più grandi campus ospedalieri per pazienti acuti in Europa.
Sebbene alcune sezioni dell'ospedale universitario Regina Elisabetta abbiano una propria identità distinta e personale specializzato dedicato, come il Royal Hospital for Children, ciascuna è completamente integrata con collegamenti per il trasferimento dei pazienti, servizi diagnostici, pronto soccorso e persino un ascensore di accesso rapido dall'eliporto di emergenza sul tetto dell'ospedale per adulti. Ad esempio, il nuovo ospedale pediatrico non è solo collegato all'ospedale per adulti, ma sia l'ospedale per adulti che quello pediatrico sono collegati al reparto maternità riqualificato e al'istituto di Neuroscienze.
L'ospedale ospita servizi trasferiti dal Western Infirmary, dal Victoria Infirmary inclusa la struttura della Mansion House, alcuni servizi dal Royal Infirmary e una gamma di servizi di degenza del Gartnavel General Hospital. Inoltre, il Royal Hospital for Sick Children, precedentemente con sede a Yorkhill, è stato trasferito in un nuovo edificio adiacente all'ospedale per adulti e ribattezzato Royal Hospital for Children.

## Servizi

### Ospedale per adulti
L'ospedale per adulti, alto 60 metri con 14 piani e quattro "ali", ospita 1109 stanze di degenza. Le stanze all'interno dei reparti generali hanno una finestra con vista esterna. Ogni stanza è dotata di doccia e servizi igienici privati oltre a sistemi di intrattenimento come televisione e radio. Il primo piano ospita un ristorante con 500 posti a sedere e una caffetteria separata. L'atrio ospita negozi, sportelli bancari e un sistema di ascensori che guida automaticamente gli utenti verso l'ascensore che li porterà a destinazione nel modo più efficiente. Si stima che l'ospedale serva il 41% della popolazione scozzese.

### Royal Hospital for Children
Il Royal Hospital for Children, pur mantenendo un'identità in qualche modo separata, è annesso e integrato all'ospedale per adulti. Con 256 posti letto e cinque piani, ha sostituito il Royal Hospital for Sick Children situato a Yorkhill, Glasgow.

### Reparto maternità
Il reparto maternità, costruito nel 1970 e conservato dal Southern General Hospital, si trova proprio di fronte alle strutture dell'ospedale pediatrico.

### Istituto di scienze neurologiche
L'Istituto di scienze neurologiche (in inglese Institute of Neurological Sciences, abbreviato INS), costruito nel 1972 e mantenuto dal Southern General Hospital, fornisce strutture di neurochirurgia, neurologia, neurofisiologia clinica, neuroradiologia, neuropatologia e chirurgia stomatologica e maxillo-facciale per la Scozia occidentale. Il dipartimento è composto da due edifici collegati da un ponte di collegamento a due piani. Il primo è l'edificio INS, più grande, che ospita terapia intensiva, 6 sale operatorie, servizi di diagnostica per immagini e 4 reparti di degenza oltre al Centro di sperimentazione clinica. Il secondo edificio è il Neurology Block, che ospita un ambulatorio, un reparto di neurofisiologia clinica, due reparti di degenza e il servizio di protesi maxillo-facciale della Scozia occidentale. L'Unità di Riabilitazione per disabilità fisica è collegata al Neurology Block e fornisce servizi specialistici di neuroriabilitazione ai pazienti del NHS Greater Glasgow and Clyde. Annesso all'edificio chirurgico dell'INS si trova la Queen Elizabeth National Spinal Unit for Scotland che fornisce un servizio per lesioni spinali a tutta la Scozia; questa unità comprende due reparti e un centro ambulatoriale/riabilitativo.
Circa il 60% del carico di lavoro dei servizi INS è costituito da cure di emergenza.

### Langlands Building
Il Langlands Building, l'unità di medicina geriatrica, costruita nel 2001 e mantenuta dal Southern General Hospital, si trova all'estremità meridionale del campus ospedaliero ed è collegata al resto dell'ospedale tramite il ponte di collegamento dell'Institute of Neurological Sciences.

### Laboratorio analisi
Il laboratorio analisi, costruito nel 2012 e mantenuto dal 'Southern General Hospital, fornisce servizi di laboratorio centralizzati per l'intera Scozia. L'edificio ospita spazi di laboratorio clinico per analisi ematiche, di genetica medica, di patologia clinica e di microbiologia. Ospita inoltre gli uffici di gestione delle strutture ospedaliere e il personale. Anche l'obitorio si trova qui, nel seminterrato. Il laboratorio conta oltre 800 dipendenti e svolge anche attività di ricerca.

## Veicoli a guida automatica
Gli edifici dedicati all'ospedale per adulti, all'ospedale per bambini e ai laboratori sono dotati di una flotta di 26 automated guided vehicle per il trasporto delle forniture, utilizzando ascensori dedicati e una rete di tunnel.
Gli ascensori dedicati utilizzati dai robot sono separati tra i prodotti puliti e sporchi, e i robot si muovono in corridoi non pubblici situati nel seminterrato.